# Kozicowa Hala
Kozicowa Hala – część miasta Duszniki-Zdrój, położona w województwie dolnośląskim, w powiecie kłodzkim.